# Unité urbaine d'Oyonnax
L'unité urbaine d'Oyonnax est une unité urbaine française centrée sur la ville d'Oyonnax, deuxième ville du département de l'Ain.

## Données générales
En 2010, selon l'INSEE, l'unité urbaine d'Oyonnax était composée de six communes, situées dans l'arrondissement de Nantua.
En 2020, à la suite d'un nouveau zonage, elle est composée de 5 communes, la commune de Martignat étant retranchée de l'unité. 
En 2022, avec 31 500 habitants , elle représente la 2e unité urbaine dont la ville-centre se situe dans le département de l'Ain. Si l'on prend en compte les unités urbaines dont la ville-centre se situe hors du département, elle se situe au 4e rang derrière la partie aindinoise de l'unité urbaine de Genève (SUI)-Annemasse (partie française) qui compte 47 585 habitants en 2021. Dans la région Auvergne-Rhône-Alpes, elle se situe au 31e rang.
En 2021, sa densité de population s'élève à 407 hab/km2. Par sa superficie, elle représente 1,34 % du territoire départemental mais, par sa population, elle regroupe 4,73 % de la population du département de l'Ain.

## Composition 2020 de l'unité urbaine
Elle est composée des cinq communes suivantes :
| Nom                    | Code Insee | Département | Statut       | Superficie (km2) | Population (dernière pop. légale) | Densité (hab./km2) | Modifier                                    |
| ---------------------- | ---------- | ----------- | ------------ | ---------------- | --------------------------------- | ------------------ | ------------------------------------------- |
| Oyonnax (ville-centre) | 01283      | Ain         | ville-centre | 36,18            | 22 378 (2022)                     | 619                | modifier les données · modifier les données |
| Arbent                 | 01014      | Ain         | banlieue     | 23,49            | 3 482 (2022)                      | 148                | modifier les données · modifier les données |
| Bellignat              | 01031      | Ain         | banlieue     | 7,83             | 3 581 (2022)                      | 457                | modifier les données · modifier les données |
| Géovreisset            | 01171      | Ain         | banlieue     | 3,31             | 843 (2022)                        | 255                | modifier les données · modifier les données |
| Groissiat              | 01181      | Ain         | banlieue     | 6,32             | 1 216 (2022)                      | 192                | modifier les données · modifier les données |

### Démographie
| 1968   | 1975   | 1982   | 1990   | 1999   | 2010   | 2015   | 2021   |
| ------ | ------ | ------ | ------ | ------ | ------ | ------ | ------ |
| 22 697 | 26 041 | 28 911 | 31 532 | 32 766 | 31 709 | 31 518 | 31 387 |